# هيو فرازير (عداء سريع)
هيو فرازير هو عداء سريع كندي، ولد في 10 يوليو 1952 في كينغستون في جامايكا.

## وصلات خارجية
- هيو فرازير على موقع أوليمبيديا (الإنجليزية)
- هيو فرازير على موقع اللجنة الأولمبية الكندية (الإنجليزية)